# WIG 20
El WIG 20 (en polaco: Warszawski Indeks Giełdowy, Índice de la bolsa de valores de Varsovia) es el principal índice la bolsa de Varsovia en Polonia. El índice incluye las 20 empresas de mayor capitalización bursátil de este mercado.

## Composición
El índice el 1 de marzo de 2013 tenía la siguiente composición:
| Empresa                                         | Ticker | Sector industrial      | Peso en el índice (%) |
| ----------------------------------------------- | ------ | ---------------------- | --------------------- |
| Asseco Poland (ASSECOPOL)                       | ACP    | Software               | 2.249                 |
| Bank Handlowy w Warszawie (HANDLOWY)            | BHW    | Finanzas y seguros     | 1.715                 |
| Bank Pekao (PEKAO)                              | PEO    | Finanzas y seguros     | 10.615                |
| Boryszew (BORYSZEW)                             | BRS    | Química                | 0.339                 |
| BRE Bank (BRE)                                  | BRE    | Finanzas y seguros     | 2.535                 |
| Globe Trade Centre (GTC)                        | GTC    | Inmobiliaria           | 0.677                 |
| Grupa LOTOS (LOTOS)                             | LTS    | Petróleo y gas natural | 1.161                 |
| Jastrzębska Spółka Węglowa (JSW)                | JSW    | Minería                | 2.527                 |
| Kernel Holding (KERNEL)                         | KER    | Alimentación           | 2.027                 |
| KGHM Polska Miedź (KGHM)                        | KGH    | Minería                | 13.402                |
| Lubelski Węgiel "Bogdanka" S.A. (BOGDANKA)      | LWP    | Minería                | 2.812                 |
| PKN Orlen (PKNORLEN)                            | PKN    | Petróleo y gas natural | 7.885                 |
| PKO Bank Polski (PKOBP)                         | PKO    | Finanzas y seguros     | 13.842                |
| Polska Grupa Energetyczna (PGE)                 | PGE    | Energía                | 9.279                 |
| Polskie Górnictwo Naftowe i Gazownictwo (PGNIG) | PGN    | Energía                | 4.425                 |
| PZU SA (PZU)                                    | PZU    | Seguros                | 12.278                |
| Synthos (SYNTHOS)                               | SNS    | Química                | 1.950                 |
| Tauron (TAURONPE)                               | TPE    | Energía                | 3.195                 |
| Telekomunikacja Polska (TPSA)                   | TPS    | Telecomunicaciones     | 6.144                 |
| TVN (TVN)                                       | TVN    | Medios de comunicación | 0.942                 |